# Milan Konečný
Milan Konečný (* 15. prosince 1948 Vsetín) je český kartograf a univerzitní profesor, spjatý s Geografickým ústavem Přírodovědecké fakulty Masarykovy univerzity v Brně. Koncem 70. let se zde stal průkopníkem výuky GIS v Československu. Byl též aktivním organizátorem mezinárodních vědeckých konferencí, je členem řady mezinárodních oborových společností a držitelem čestných ocenění z celého světa.
V letech 2003–2007 byl prezidentem Mezinárodní kartografické asociace (ICA).